# Juan Carlos Vilar Pérez
Juan Carlos Vilar Pérez (Pontevedra, 1958) es un profesor y dibujante español.

## Biografía
Estudió Magisterio en la Escuela Normal de Pontevedra. Dio clases a adultos en la cárcel de A Parda y desde su cierre en la EPAPU Nelson Mandela del Centro penitenciario de A Lama, de la que es director. Jugó en la SD Teucro entre 1978 y 1984.
Como dibujante tiene formación autodidacta, sobre la base de grabados de grandes pintores. Tiene un estilo realista. Comenzó dibujando a lápiz y carboncillo, y su técnica derivó al gouache, tinta china y acrílico. Sus cuadros suelen recrear e reflejar paisajes urbanos y naturalezas muertas, recreándose en los pequeños detalles
Empezó exponiendo de forma colectiva en 1974 en el Liceo de Vilagarcía de Arousa. En 1982 hizo su primera exposición individual en l Sala Albatros de Pontevedra, y en 1995 expuso en el Teatro Principal de esa misma villa. En 1986 fue seleccionado en el certamen Novos Valores del Museo de Pontevedra.

## Premios
- 1º Premio I Sala de Pintura Joven de Galicia (Vilagarcía de Arousa, 1974)
- 2º Premio en el Concurso de Ilustración de la ACUP (Palencia, 1992)
- 1º Premio en el Certamen de Artes Plásticas del Casino Mercantil e Industrial (Pontevedra, 1994)
- Mención de Honra no III Concurso de Dibujo José Méndez Ruíz (Librilla, 1996)
- Mención de Honra no IV Concurso de Dibujo José Méndez Ruíz (Librilla, 1997)
- Seleccionado en el Premio Nacional de Dibujo Antonio del Rincón (Diputación de Guadalajara, 1994 e 1996)
- Seleccionado en el XXVII Concurso Internacional de Pintura, Escultura e Debuxo (Quesada, 1997)
- 2º Premio en el Concurso de Pintura Alfonso Iglesias (Bueu, 2000)[6]
- Finalista en el Premio de Dibujo Provincia de Guadalajara (2007)
- Seleccionado en el XI Certamen de Arte José Lapayese Bruna (Comarca del Jiloca, 2009)
- Seleccionado en el IL Concurso Internacional de Dibujo de la Fundación Ynglada-Guillot (Barcelona, 2011)
- 1º Premio en el XVIII Certamen Nacional de Dibujo Felipe Orlando (Benalmádena, 2017)
- 1º Mención de Honor en el XVII Certamen de Acuarela Ciudad de Benalmádena (2017)
- 2º Premio II Concurso Nacional de Pintura y Dibujo Una mirada crítica y científica a la educación de las niñas (Universidad de Sevilla, 2017)[7]